# Via Mediolanum-Ticinum
La via Mediolanum-Ticinum (it. via Milano-Pavia) era un'antica strada romana situata nella regio XI Transpadana che congiungeva Ticinum (la moderna Pavia) con Mediolanum (Milano).
L'attuale strada statale 35 dei Giovi, che unisce anch'essa Milano e Pavia passando per Binasco, corre qualche chilometro più a ovest dell'antica Mediolanum-Ticinum, ricalcando il percorso della medioevale strada mastra.

## Storia
La via Mediolanum-Ticinum ebbe una notevole importanza per la rete stradale romana dell'Italia settentrionale, come confermato dai cospicui ritrovamenti archeologici avvenuti nei territori che la lambivano, che sono perlopiù ascrivibili al II e al III secolo, quindi all'epoca tardo imperiale a testimonianza della graduale crescita dell'urbanizzazione delle aree limitrofe.
Per quanto riguarda il traffico da sud verso nord in direzione Milano, la via Mediolanum-Ticinum era seconda solo alla via Emilia.
La via Mediolanum-Ticinum venne costruita probabilmente in epoca repubblicana su un percorso preesistente; in epoca tardo repubblicana (I secolo a.C.) fu semiabbandonata in favore di un'altra via passante per Opera (l'attuale via Vigentina), ma riacquistò importanza a partire dal II secolo d.C., in piena epoca imperiale. La rinnovata frequentazione favorì lo sviluppo degli insediamenti abitativi e di servizio lungo il suo percorso. La strada fu utilizzata per molto tempo anche dopo la caduta dell'Impero romano d'Occidente.
In riferimento agli insediamenti abitativi nei pressi della via Mediolanum-Ticinum, è assodato il fatto che fossero piccoli nuclei rurali sparsi per la campagna; essi ospitavano agricoltori che lavoravano questi terreni in modo intensivo, nonché boscaioli che fornivano di legname Mediolanum, dove c'era un abbondantemente utilizzo di questo materiale nell'edilizia, vista la quasi totale assenza, nei dintorni della città, di cave di pietra.
Dopo la conquista romana della Gallia Cisalpina, anche i territori limitrofi alla futura via Mediolanum-Ticinum, precedentemente dominati dai Celti, conobbero una profonda crescita economica, che fu frutto delle nuove tecniche agricole importate dai Romani: queste ultime erano infatti nettamente migliori di quelle celtiche.
Furono anche fondamentali la costruzione di una rete capillare di strade, che era costituita anche da arterie minori e da strade vicinali, e le molte bonifiche agrarie che furono effettuate in questi luoghi. Nel 7 d.C., con la soppressione della provincia romana della Gallia Cisalpina e la contestuale istituzione delle regioni augustee d'Italia, la via Mediolanum-Ticinum entrò a far parte della regio XI Transpadana.

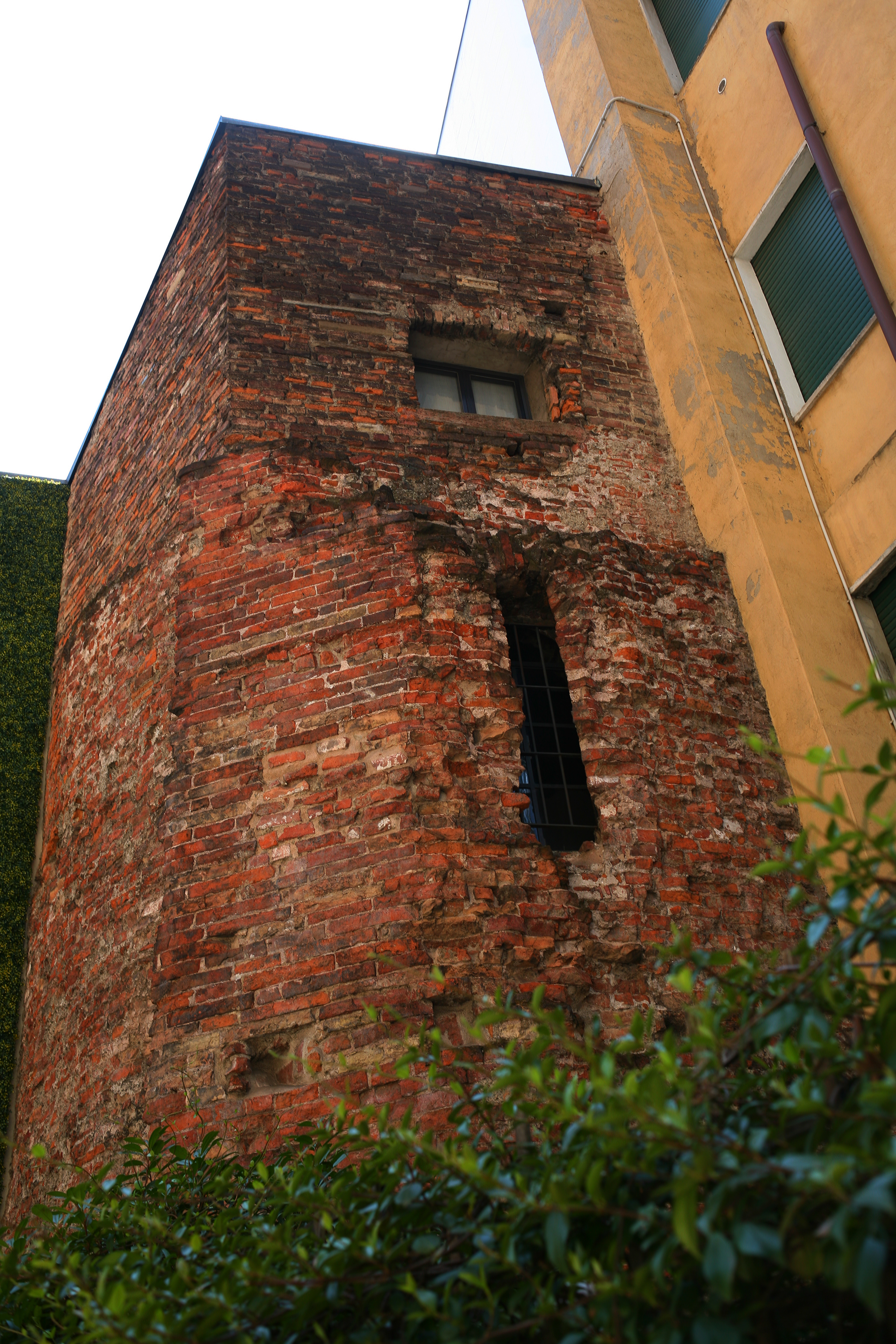
I resti di Porta Ticinese romana, che si trovano a Milano all'angolo di via Torino con via del Torchio, nei pressi del Carrobbio, e che sono conosciuti come Torre dei Malsani o Torraccia

## Percorso
Il percorso della via Mediolanum-Ticinum iniziava a Mediolanum, dove incrociava la via Gallica, la via delle Gallie, la via Regina, la via Spluga, la via Mediolanum-Bellasium, la via Mediolanum-Bilitio, la via Mediolanum-Brixia, la via Mediolanum-Placentia e la via Mediolanum-Verbannus.
La via usciva da Porta Ticinesis proseguendo lungo l'attuale corso di Porta Ticinese. Seguivano poi una serie di rettifili perfettamente allineati che si inoltravano nelle campagne a sud di Milano, ancora ben leggibili nelle moderne fotografie aeree.
La via si dirigeva poi verso Ad Quintum (Quinto de' Stampi) e Ad Sextus (Pontesesto), oggi frazioni di Rozzano, che prendevano il nome dalla loro distanza, rispettivamente cinque e sei miglia romane, da Mediolanum,
Nei pressi di Pontesesto superava il Lambro Meridionale su un ponte di cui nel 1948 sono stati individuati pochi resti dallo studioso Gianfranco Tibiletti.
La via Mediolanum-Ticinum lambiva poi numerosi vici, i più importanti dei quali erano Basiglio e Lacchiarella). In particolare, nell'attuale comune di Lacchiarella la strada passava da Ad Nonum (località oggi scomparsa, ma ancora presente, con il nome di Nono, in mappe del XVII secolo) e da Ad Decimum (Cascina Decima), moderna corte lombarda e antico insediamento abitato, i cui nomi ricordano la distanza in miglia da Mediolanum.

Il centro storico di Pavia visto dal cielo. Si può osservare lo schema urbanistico regolare con struttura ortogonale risalente al I secolo a.C.

Il tratto più meridionale, oltre Cascina Decima, è oggi meno leggibile a causa di modifiche alla conformazione del territorio dovute alle bonifiche agrarie e alla costruzione di infrastrutture quali il Naviglio Pavese e la ferrovia Milano-Genova, se ne può comunque ipotizzare il percorso in linea retta fino a Turago Bordone, cascina Darsena, per poi, superata presso Moirago la roggia Barona, proseguire lungo la strada che costeggia il muro della Certosa di Pavia  e arriva fino al cimitero di Borgarello. Da qui la via doveva continuare (forse in linea retta) fino alle mura settentrionali di Pavia. Attraversata la città, lungo Strada Nuova, l'antico cardo della città, la via terminava sul Ticino nei pressi dell'attuale ponte coperto, da dove nei periodi di magra è visibile la base di una pila del ponte romano che attraversava il fiume.